# Sigismund af Luxemburg
Sigismund af Luxemburg (også Siegmund tjekkisk: Zikmund Lucemburský; ungarsk: Luxemburgi Zsigmond) (født 15. februar 1368 i Nürnberg, død 9. december 1437 i Znaim i Mähren). Konge (latin: Rex Romanorum) af det Tysk-romerske rige fra 1410 og Kejserkronet i 1433. Markgreve og kurfyrste af Brandenburg fra 1378 til 1388; konge af Böhmen fra 1419 og af Ungarn fra 1387 til sin død.
Han var gift med dronning Marie af Ungarn.